# Pere Riera i Ortiz
Pere Riera i Ortiz (Canet de Mar, Maresme, 1974) és un director de teatre català.
Llicenciat en Dramatúrgia i Direcció teatral per l'Institut del Teatre i en Història de l'art per la UB. Màster oficial en Estudis teatrals. És professor de teoria i literatura dramàtica i de dramatúrgia a l'Institut del Teatre, i d'escriptura teatral a l'Obrador de la Sala Beckett. Compagina la tasca docent amb l'escriptura dramàtica i de guions televisius.
Autor resident de la cinquena edició del Projecte T6 del TNC, on va escriure i dirigir Lluny de Nuuk (2010), Premi Crítica Serra d'Or. També són obres seves Desclassificats (La Villarroel, 2011), nominat als premis Max al Millor autor en català, de la qual també ha escrit l'adaptació televisiva per a TV3; Casa Calores (Sala Beckett, 2007); El factor Luxemburg (Teatre Lliure, 2007), a més del manual d'arts escèniques Fem teatre (edicions La Galera). Va participar en el Primer Torneig de Dramatúrgia Catalana al Temporada Alta 2011 amb Red Pontiac. Ha fet dramatúrgies per a diversos espectacles: Rei i senyor, de Josep Pous i Pagès (TNC Sala Petita, 2012); Ròmul El Gran, de F. Dürrenmatt (TNC Sala Petita, 2005); La controversia de Valladolid, de J. C. Carrière; La bella Galatea, de F. Von Suppé, El doctor Miracle, de G. Bizet i Baal, de B. Brecht. És membre del Consell de Redacció de les revistes Pausa i Estudis Escènics.